# بنجامين إليكوت
بنجامين إليكوت هو محامي وقاضي وسياسي أمريكي، ولد في 17 أبريل 1765، وتوفي في 10 ديسمبر 1827 في ويليامسفيل في الولايات المتحدة. انتخب عضو مجلس النواب الأمريكي ‏.